# Svarttjärnen (Nätra socken, Ångermanland, 701888-163622)
Svarttjärnen är en sjö i Örnsköldsviks kommun i Ångermanland och ingår i Moälvens huvudavrinningsområde. Sjön är 5,5 meter djup, har en yta på 0,03 kvadratkilometer och befinner sig 19 meter över havet.